# Nerubaiske
Nerubaiske (en ucraniano: Нерубайське, romanizado: Nerubayske) es un pueblo ucraniano perteneciente al óblast de Odesa. Situado en el suroeste del país, es parte del raión de Odesa y del municipio (hromada) homónimo.

## Toponimia
El nombre del asentamiento en ruso es Nerubáiskoye (en ruso: Нерубайское). 

## Geografía
Nerubaiske se encuentra a orillas del limán de Jadzhibey, 45 km al este de Biliaivka y a 15 km de Odesa. 

## Historia
El nombre eslavo del pueblo tiene una forma transparente: Nerubayske proviene de no cortado. Se sabe que en la antigüedad en el territorio del pueblo, así como en general en las orillas del limán de Jadzhibey, vivían cosacos ucranianos. Según la leyenda, a menudo se producían enfrentamientos entre los cosacos y los turcos, que también habitaban esta región (de ahí los topónimos de habla turca del óblast de Odesa, en particular el nombre turco Khadzhibey). Una vez que ambas partes decidieron reconciliarse y para ello concluyeron un acuerdo de no recortar. La presencia de cosacos en el pasado se evidencia en los restos de antiguas necrópolis cosacas. Las tumbas de cosacos se pueden encontrar en algunos lugares de los cementerios locales (oficialmente hay dos en Nerubáiskoye). Las inscripciones de las cruces están hechas en el antiguo alfabeto cirílico. El pueblo en sí fue fundado en 1795. En su territorio hay edificios de la antigüedad: la Iglesia de la Ascensión con un campanario de tres niveles (en el estilo del clasicismo), etc.
Hasta 1917, el pueblo fue parte de la oficina del alcalde de Odesa. Durante el Holodomor soviético de 1932-1933, murieron al menos 36 aldeanos.
En la Segunda Guerra Mundial, los partisanos de Odesa se escondieron en las catacumbas. Históricamente, el pueblo es conocido principalmente por el movimiento guerrillero soviético, uno de ellos bajo el mando del Héroe de la Unión Soviética V. Molodtsov-Badaev.

## Demografía
La evolución de la población de Nerubaiske entre 1989 y 2001 fue la siguiente:
| 7107                                                          | 8558 |
| (Fuente: Cities & Towns of Ukraine y UKRAINE: Größere Städte) |      |

Según el censo de 2001, la lengua materna de la mayoría de los habitantes, el 76,29%, es el ucraniano; del 18,86% es el ruso y del 3,27%, el rumano.

## Infraestructura

### Arquitectura, monumentos y lugares de interés
En el pueblo se encuentra el Museo de los Partisanos Heroicos, que es una de las pocas entradas de acceso público a las catacumbas de Odesa.

### Transporte
A Odesa se puede llegar desde Nerubaiske por la carretera M05/E95.

## Personas importantes
- Anastasiya Petryk (2002): cantante ucraniana.